# Barbados Police Force
Il Barbados Police Force (fino al 2021 Royal Barbados Police Force) è il corpo di polizia dello stato caraibico di Barbados.